# Kentauren (skulptur)
För andra betydelser, se Kentaur (olika betydelser).

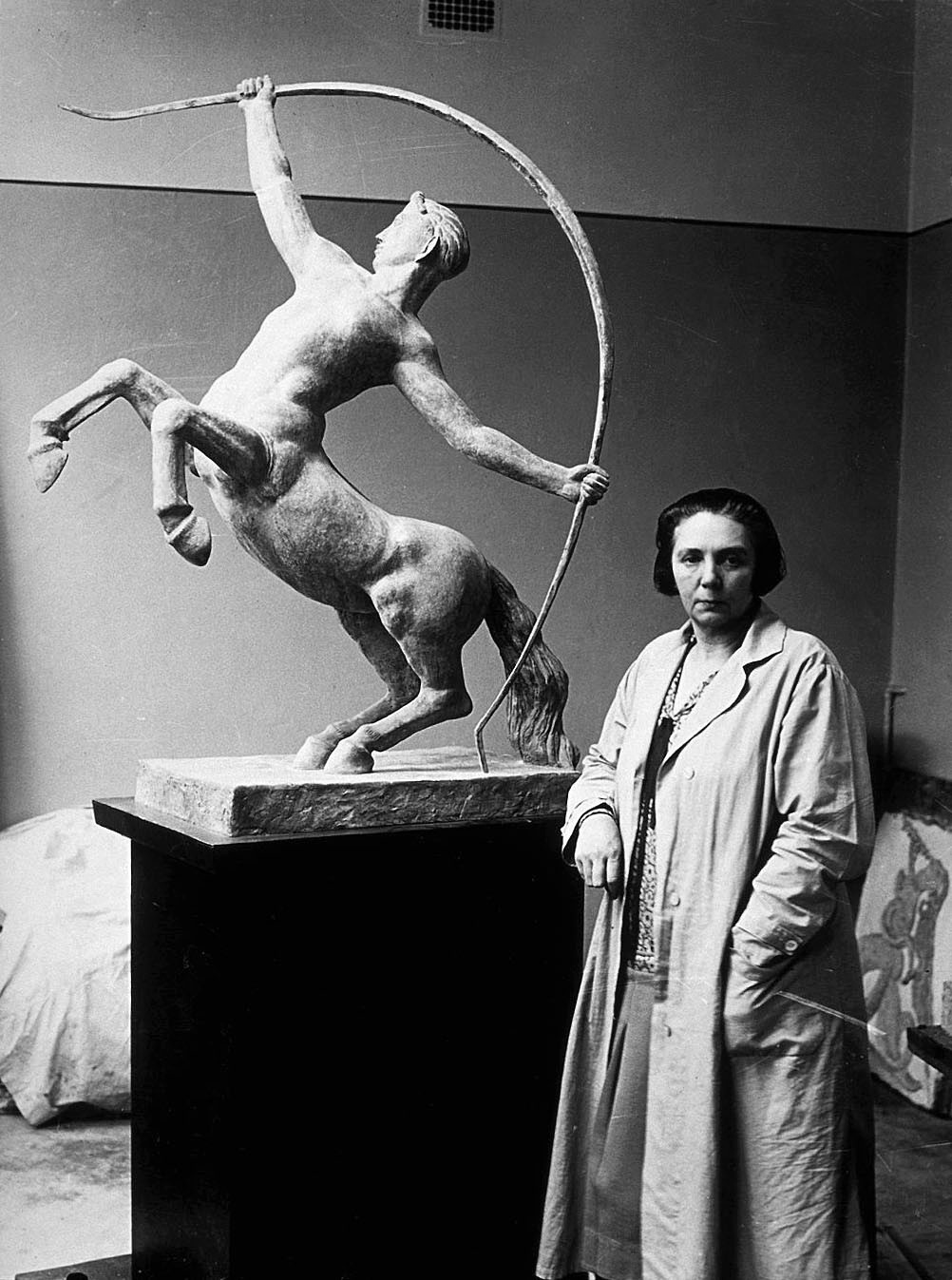
Sigrid Fridman med sin skiss för "Kentauren" på 1930-talet.

Kentauren är en skulptur på Observatoriekullen i Vasastan, Stockholm. Kentauren är skapad av skulptören Sigrid Fridman och restes 1939 på kullen ovanför Observatorielunden. Det räknas till hennes mest kända verk.
Kentaurer är mystiska väsen i den grekiska mytologin som avbildas med hästkropp och en mans huvud och bål. De symboliserar människans lägre natur med sin vilda och instinktstyrda sida. Sigrid Fridman valde dock att avbilda Keiron, som är den kloke kentauren och symboliserar naturens läkande förmåga. 
Fridmans Kentauren är utförd i brons och placerades längst ut i nordöstra hörnet av Observatoriekullen. Kentauren stegrar sig, reser sig på bakbenen och spänner samtidigt sin båge. I bakgrunden syns Stockholms stadsbiblioteks rödorange byggnad. Skulpturen orsakade häftig debatt som pågick under nästan tio år innan den slutligen restes och avtäcktes 1939.
I Schenströmsparken i Bollnäs kommun finns sedan 1963 en mindre variant av Kentauren, det är en  44 cm hög statyett i brons på granitsockel. Även utanför Örebro länsmuseum finns en variant av Kentauren.

## Bilder

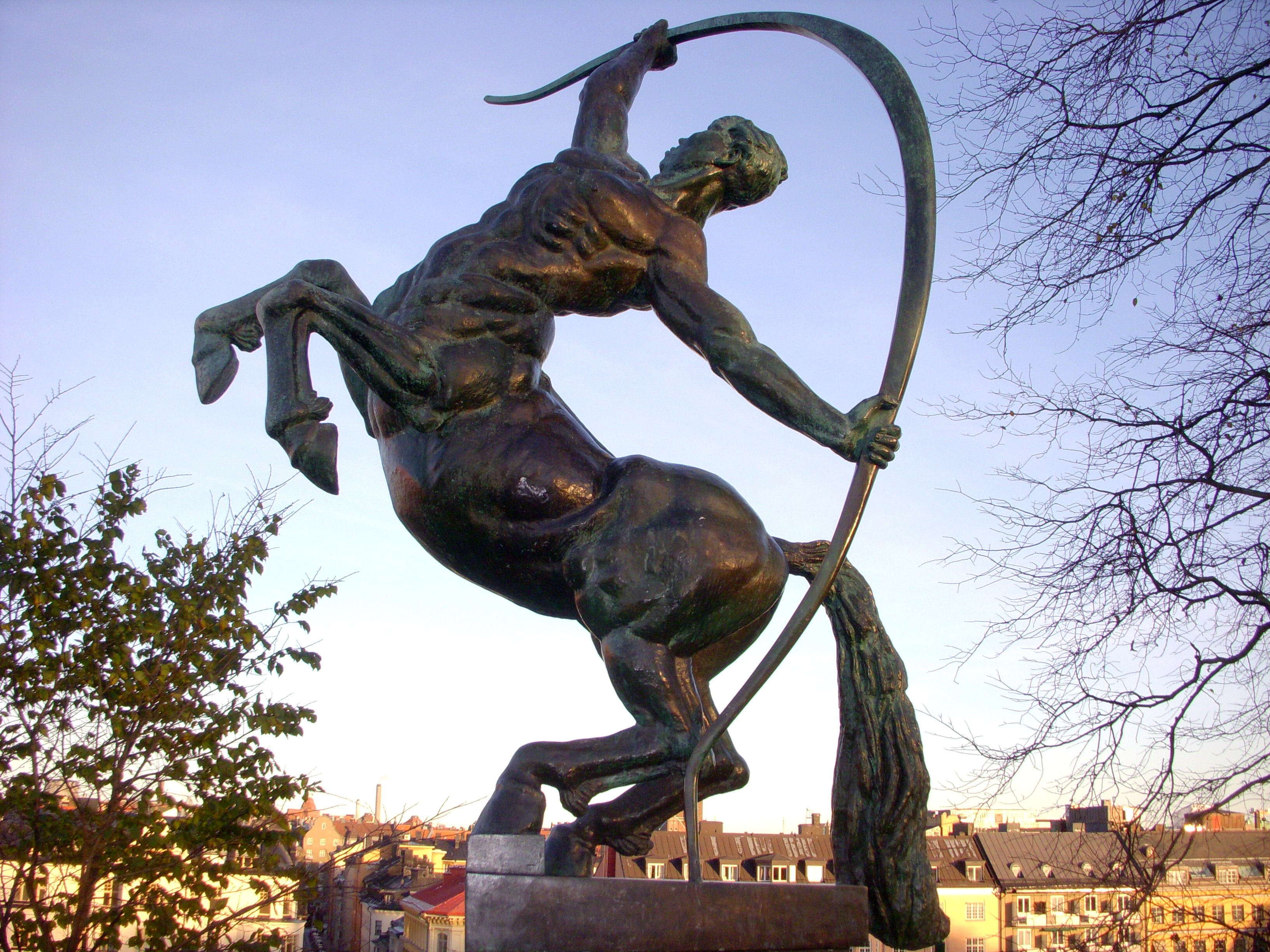
Kentauren på Observatoriekullen
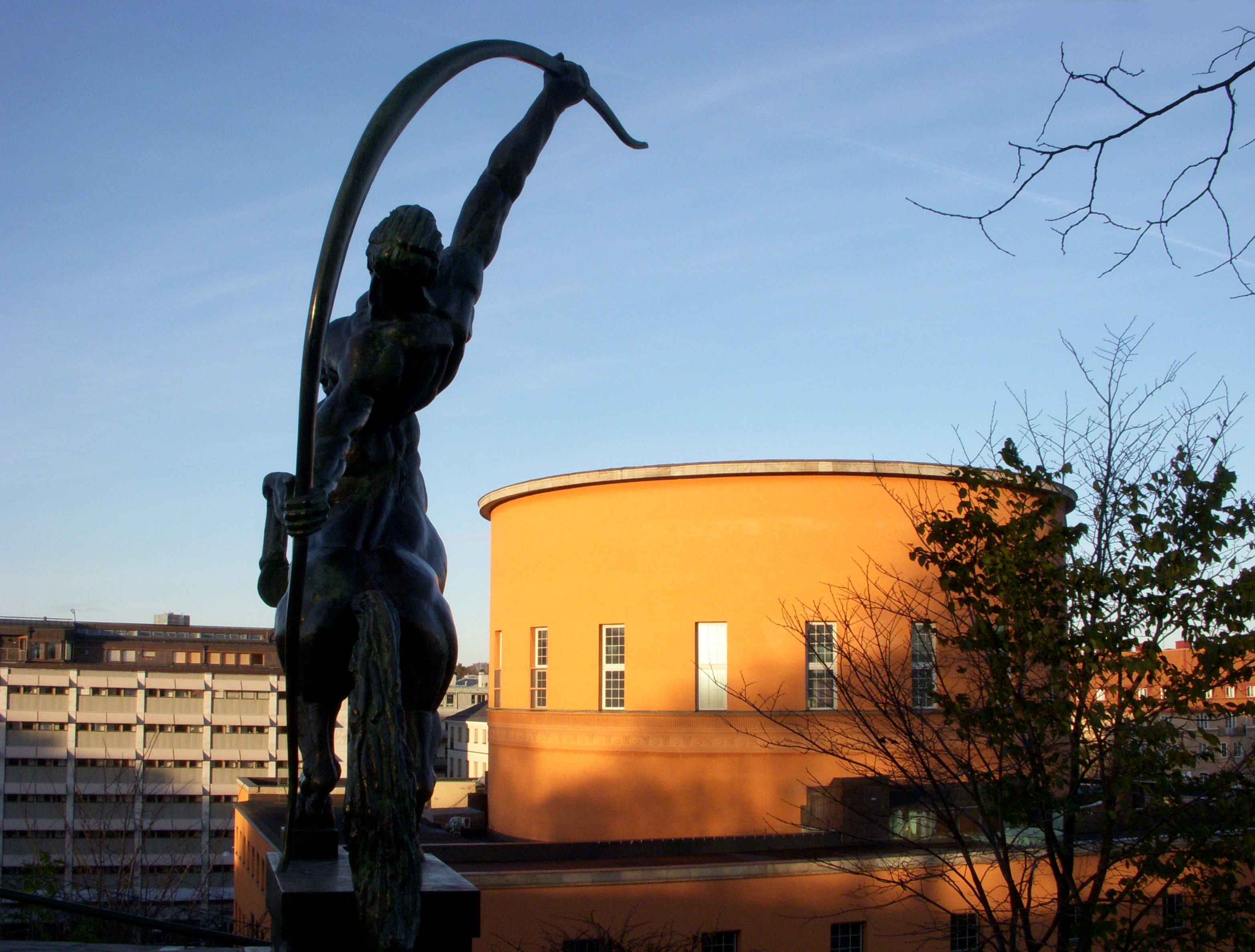
Kentauren med Stockholms stadsbibliotek
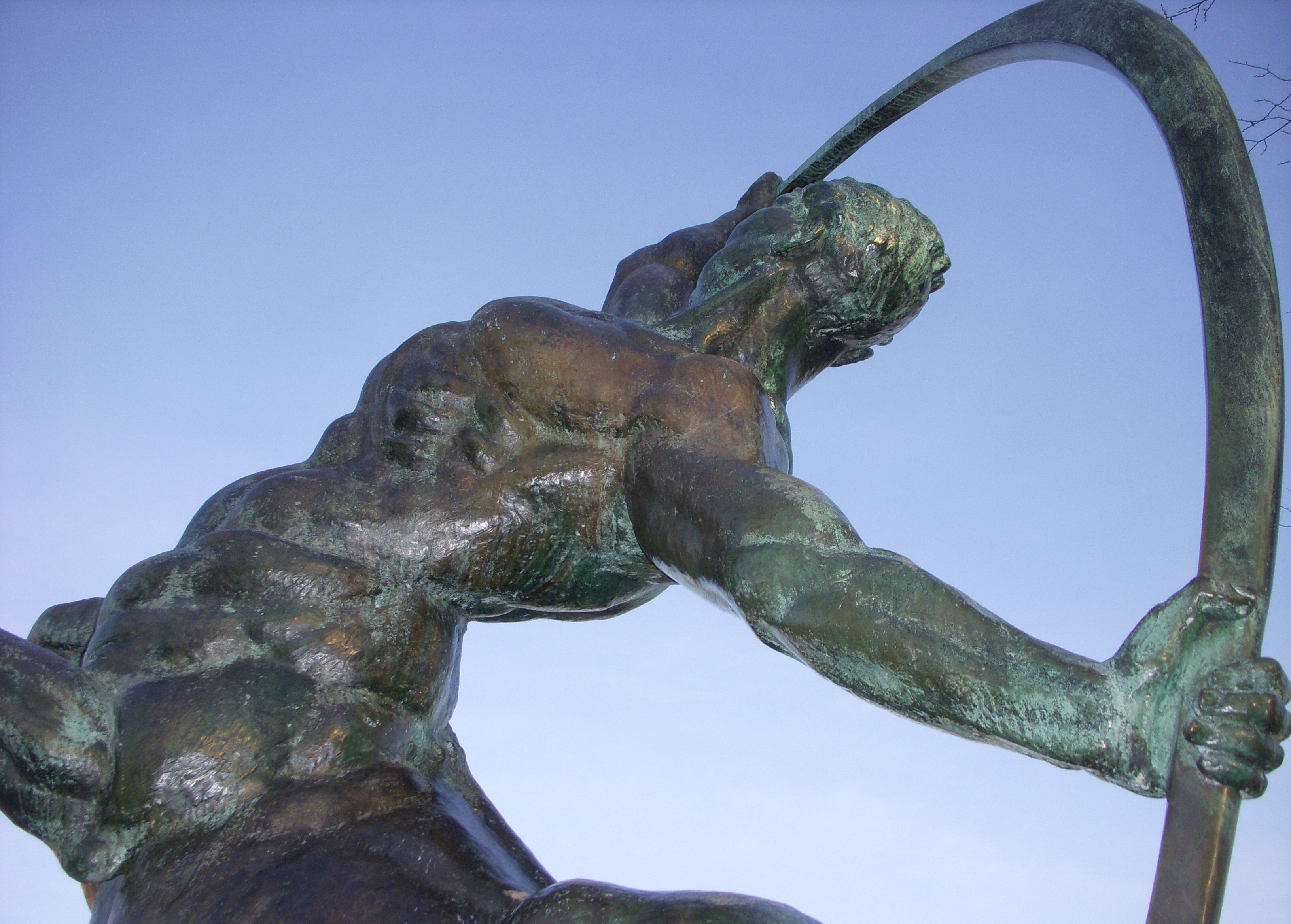
Kentauren, detalj
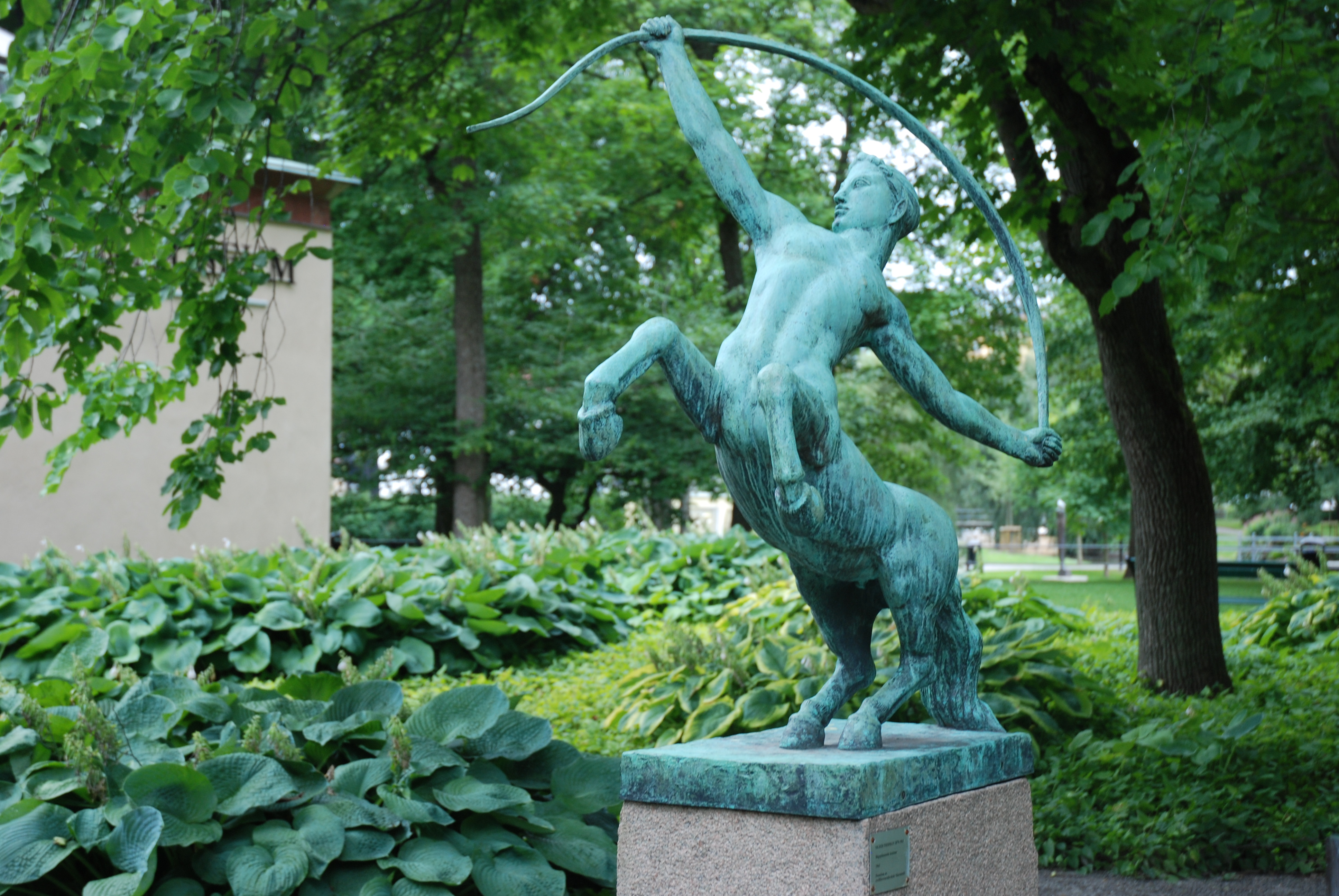
Kentauren i Örebro